# Chitry
Chitry é uma comuna francesa na região administrativa de Borgonha-Franco-Condado, no departamento de Yonne. Estende-se por uma área de 14,95 km². Em 2010 a comuna tinha 358 habitantes (densidade: 23,9 hab./km²).